# Liste der Bischöfe von Sitten
Die Liste enthält alle bekannten Bischöfe von Octodurus (ab 381), von Sitten (ab 585), die Fürstbischöfe (999–1798, für 1386–1418 mit Gegenbischöfen während des Avignonesischen Papsttums) und die modernen Bischöfe von Sitten seit Joseph Anton Blatter (r. 1790–1807), dem letzten Fürstbischof.

## Bischöfe bis 990
Bischöfe in Octodurus (Martigny)
| Name        | Regierungsdaten |
| ----------- | --------------- |
| Theodul     | 381–393         |
| Salvius     | um 450          |
| Prothasius  | um 490          |
| Constantius | 515–517         |
| Rufus       | 541–549         |
| Agricola    | 565             |

Bischöfe in Sitten (ab 585)
| Name          | Regierungsdaten   |
| ------------- | ----------------- |
| Heliodorus    | 585               |
| Rusticus      | 602/03            |
| Leudemundus   | 613–614           |
| Dracoald      | nach 614?         |
| Prothasius    | 647/653           |
| Amatus        | 673/690           |
| Willicarius   | 762–765           |
| Altheus       | 786/788?–796/798? |
| Adalongus     | 1. Viertel 9. Jh. |
| Heyminus      | 825–857?          |
| Waltherius    | 877–899/910       |
| Asmundus      | 932               |
| Vulfinus      |                   |
| Manfredus (?) | um 940            |
| Vultcherius   | 10. Jh.           |
| Amizo         | 983–985 (984?)    |

## Fürstbischöfe (993–1798)
| Name                    | Regierungsdaten |
| ----------------------- | --------------- |
| Hugo                    | 993/94–1018/20  |
| Eberhardus              | 11. Jh.         |
| Aimo                    | 1034–1053       |
| Ermenfried              | 1054/55–1087/92 |
| Gausbertus              | vor 1092        |
| Vilencus                | 1107–1116       |
| Boso                    | 1135–1138       |
| Garinus                 | 1138–1150       |
| Ludwig                  | 1150–116?       |
| Amadeus von Turn        | 1162–1168       |
| Wilhelm von Blonay      | 1176–1177       |
| Kuno                    | 1179–118?       |
| Wilhelm                 | 118?–1196       |
| Nantelmus von Ecublens  | 1196–1203       |
| Wilhelm von Saillon     | 1203–1205       |
| Landrich von Mont       | 1206–1236       |
| Boso von Granges        | 1237–1243       |
| Heinrich I. von Raron   | 1243–1271       |
| Rudolf von Valpelline   | 1271–1273       |
| Heinrich II. von Raron  | 1273–1274       |
| Peter von Oron          | 1274–1287       |
| Bonifaz von Challant    | 1289–1308       |
| Aimo von Chatillon      | 1308–1323       |
| Aimo von Turn           | 1323–1338       |
| Philipp von Chambarlhac | 1338–1342       |
| Witschard Tavel         | 1342–1375       |
| Eduard von Savoyen      | 1375–1386       |

### Avignonesische Obedienz (1386–1417)
- Guillaume de La Baume-Saint-Amour (1386)
- Robert Chambrier (1387)
- Humbert de Billens (1388–1398)
- Aymon Séchal (1398–1404)
- Antoine de Challant (1404–1417)

### Römische Obedienz (1387–1418)
- Girard Tavel (1387–1388)
- Henri de Blanchis de Vellate (1389–1391)
- Wilhelm I. von Raron (1391–1402)
- Wilhelm II. von Raron (1402–1418)

### Fürstbischöfe (1418–1798)
| Name                               | Regierungsdaten |
| ---------------------------------- | --------------- |
| Andreas dei Benzi                  | 1418–1437       |
| Wilhelm (III.) von Raron           | 1437–1451       |
| Heinrich Asperlin                  | 1451–1457       |
| Walter Supersaxo                   | 1457–1482       |
| Jost von Silenen                   | 1482–1496       |
| Nikolaus Schiner                   | 1496–1499       |
| Matthäus Schiner                   | 1499–1522       |
| Philipp de Platea                  | 1522–1529       |
| Adrian I. von Riedmatten           | 1529–1548       |
| Johann Jordan                      | 1548–1565       |
| Hildebrand von Riedmatten          | 1565–1604       |
| Adrian II. von Riedmatten          | 1604–1613       |
| Hildebrand Jost                    | 1613–1638       |
| Bartholomäus Supersaxo             | 1638–1640       |
| Adrian III. von Riedmatten         | 1640–1646       |
| Adrian IV. von Riedmatten          | 1646–1672       |
| Adrian V. von Riedmatten           | 1672–1701       |
| Franz Joseph Supersaxo             | 1701–1734       |
| Johann Joseph Blatter              | 1734–1752       |
| Johann Hildebrand Roten            | 1752–1760       |
| Franz Friedrich Ambuel             | 1760–1780       |
| Franz Joseph Melchior Zen Ruffinen | 1780–1790       |
| Joseph Anton Blatter               | 1790–1807       |

## Bischöfe seit 1799
| Name                            | Regierungsdaten |
| ------------------------------- | --------------- |
| Joseph Anton Blatter            | 1790–1807       |
| Joseph-François-Xavier de Preux | 1807–1817       |
| Augustin Sulpiz Zen Ruffinen    | 1817–1829       |
| Moritz Fabian Roten             | 1830–1843       |
| Pierre-Joseph de Preux          | 1843–1875       |
| Adrien Jardinier                | 1875–1901       |
| Jules-Maurice Abbet             | 1901–1918       |
| Viktor Bieler                   | 1919–1952       |
| François-Nestor Adam            | 1952–1977       |
| Henri Schwery                   | 1977–1995       |
| Norbert Brunner                 | 1995–2014       |
| Jean-Marie Lovey                | seit 2014       |